# 羅滕布倫嫩

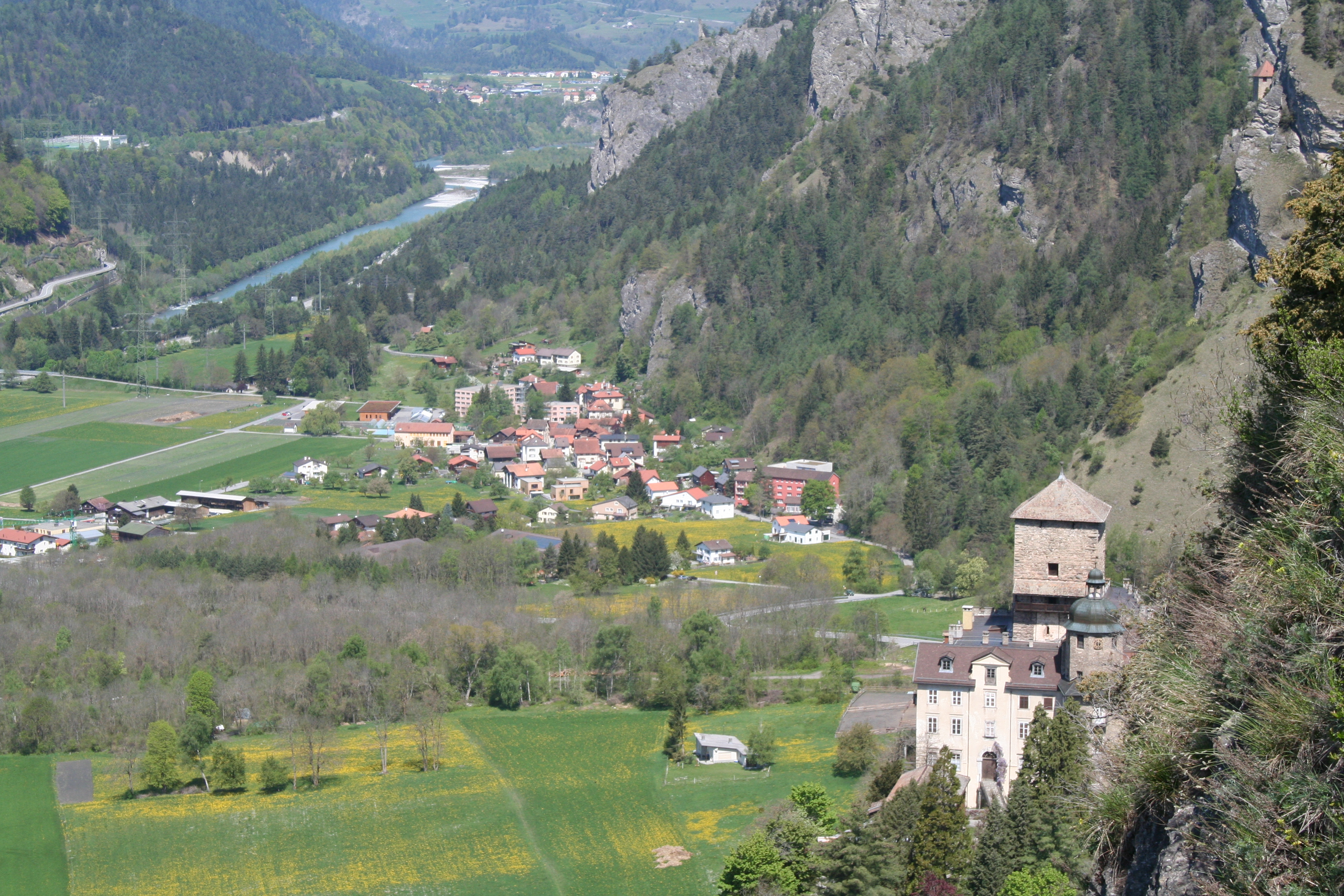

羅滕布倫嫩（德语：Rothenbrunnen）是瑞士的城鎮，位於該國東部，由格勞賓登州負責管轄，面積3.11平方公里，海拔高度625米，2011年人口305，人口密度每平方公里98人。

## 外部連結
- Official Web site （页面存档备份，存于）